# Magnolia portoricensis
Magnolia portoricensis este o specie de plante din genul Magnolia, familia Magnoliaceae, descrisă de Domingo Bello y Espinosa.
Este endemică în Puerto Rico. Conform Catalogue of Life specia Magnolia portoricensis nu are subspecii cunoscute.